# Giovanni Sartori
Giovanni Sartori (n. 13 mai 1924, Florența, Regatul Italiei – d. 4 aprilie 2017, Roma, Italia) a fost un politolog italian specializat în studiul democrației și a sistemelor politice comparate, fondator al Rivista Italiana di Scienza Politica (Revista Italiană de Științe Politice), profesor universitar la Universitatea din Florența, dar și la universitățile Stanford, Columbia, Harvard și Yale din Statele Unite ale Americii.
Giovanni Sartori este Doctor Honoris Causa al Universității din București.

## Operă
- Da Hegel a Marx. La dissoluzione della filosofia hegeliana, Università degli Studi, Firenze, 1951.
- Democrazia e definizioni, Il Mulino, Bologna, 1957; 1969.
- The Theory of Democracy Revisited (Teoria democrației reinterpretată). 1987.
- Homo videns. Televisione e post-pensiero (Homo videns. Imbecilizarea prin televiziune și post-gândire), 1997.